# Амниоты
Амниоты (от лат. Amniota — «амниота»; от др.-греч. ἀμνός — «ягнёнок») — клада четвероногих, характеризующаяся наличием зародышевых оболочек. Первые амниоты возникли в каменноугольном периоде, около 320 млн лет назад. Группа входит в состав надкласса четвероногих (Tetrapoda) и подразделяется на две дочерние клады: завропсиды (пресмыкающиеся и птицы) и синапсиды (млекопитающие и вымершие родственники).

## Морфология и физиология

Строение типичного амниотического яйца (на примере куриного)

Древнейшие амниоты по внешнему виду напоминали современных ящериц; от палеозойских рептилиоморф они отличались более совершенным челюстным механизмом.
Все амниоты имеют внутреннее оплодотворение (в отличие от анамний, у которых оплодотворение либо внешнее, либо внутреннее). Размножение их обычно происходит на суше; только немногие виды (как китообразные) вернулись к размножению в воде. При эмбриональном развитии амниот развиваются две зародышевые оболочки — амнион и сероза, формирующие амниотическую полость, от которой и происходит название таксона (а введено данное название было немецким естествоиспытателем Э. Г. Геккелем в 1866 г.). Амниотическая полость заполнена жидкостью, и зародыш находится как бы в маленьком водоёме, условия среды которого относительно постоянны. Эволюционно зародышевые оболочки возникли для обеспечения возможности развития эмбриона в воздушной среде.
Параллельно с амнионом из вентральной стенки задней кишки эмбриона возникает зародышевый мочевой пузырь — аллантоис для сбора жидких продуктов обмена. Стенки аллантоиса богаты кровеносными сосудами, через которые идёт газообмен.
У зародышей амниот формируется только одна пара жаберных щелей, превращающаяся в полость среднего уха.
Большинство амниот откладывают характерные яйца. При этом студенистая оболочка яйцеклеток рыб и амфибий заменяется у амниот пергаментообразной или пропитанной известью скорлупой, через которую свободно проходит воздух; такие яйца богаты желтком (т. е. полилецитальны). Исключение составляют некоторые чешуйчатые, вымершие ихтиозавры и плезиозавры, а среди млекопитающих — сумчатые и плацентарные; для этих групп характерно живорождение, и их яйцеклетки желтка не содержат (т. е. алецитальны). Соответственно, развитие амниот до типично наземной формы происходит либо в яйце, либо в матке под защитой зародышевых оболочек, а фаза водной личинки (головастика) полностью отсутствует.

## Внутренняя классификация

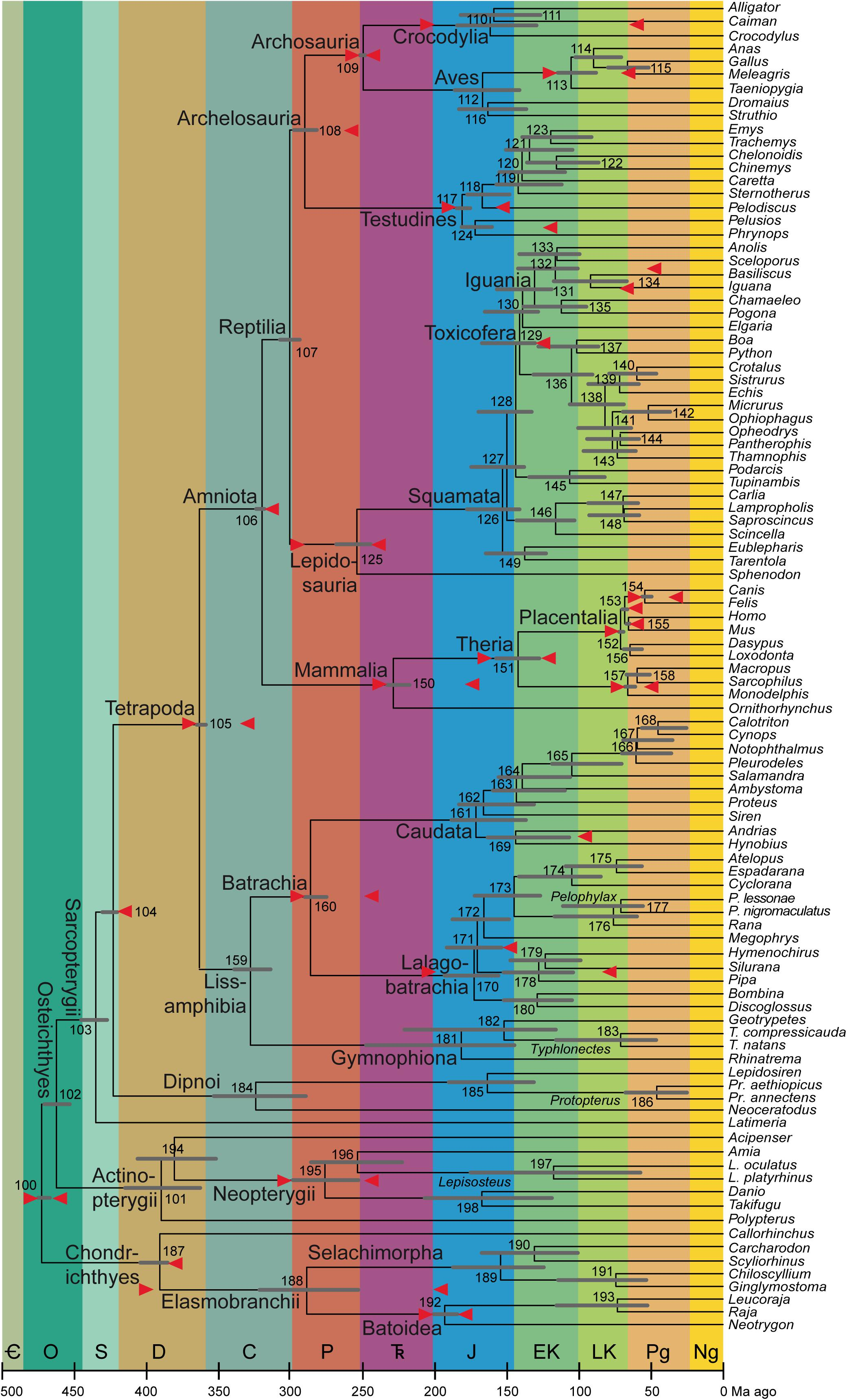
Кладограмма челюстноротых по Марьяновичу (2021)

По филогенетическому определению М. Лорина и Р. Р. Рейша (2020), амниоты соответствуют наименьшей кроновой кладе, включающей человека разумного (Homo sapiens), средиземноморскую черепаху (Testudo graeca) и нильского крокодила (Crocodylus niloticus). Иными словами, к амниотам относятся все потомки ближайшего общего предка указанных видов. Таким образом, группа амниот состоит из двух сестринских клад: синапсиды (Synapsida) и завропсиды (Sauropsida), или рептилии (Reptilia). 
Современные завропсиды представлены лепидозаврами (Lepidosauria; гаттерии, ящерицы, змеи и двуходки), черепахами (Testudines), крокодилами (Crocodilia) и птицами (Aves). Первые три таксона традиционно объединяются в парафилетический класс пресмыкающихся (Reptilia). Сторонники кладистической классификации, отвергающей парафилетические таксоны, либо вовсе не выделяют таксон пресмыкающихся, либо включают в его состав птиц, тем самым делая получившуюся кладу эквивалентом завропсид (полным или на уровне современных таксонов).
В настоящее время к синапсидам, как правило, относят млекопитающих (Mammalia) и их стволовую группу — вымершие таксоны, более близкие к млекопитающим, чем к завропсидам. В докладистических классификациях синапсиды считались подклассом пресмыкающихся, куда относили только вымерших не относящихся к млекопитающим представителей, которых называли «зверообразными рептилиями» (теперь используется более точный термин «немаммальные синапсиды»); подавляющее большинство современных специалистов признаёт такую классификацию устаревшей. Последние немаммальные синапсиды — тритилодонтиды — вымерли к концу нижнего мела.
Филогенетические взаимоотношения между современными амниотами могут быть отображены следующей кладограммой:
| Звери | \| \| Сумчатые \| \| \| \| \| \| Плацентарные \| \| \| \| |
|       | \| \| Сумчатые \| \| \| \| \| \| Плацентарные \| \| \| \| |
|       | Однопроходные                                             |
|       |                                                           |
|       | Сумчатые                                                  |
|       |                                                           |
|       | Плацентарные                                              |
|       |                                                           |

|  | Сумчатые     |
|  |              |
|  | Плацентарные |
|  |              |

|           | Черепахи                                            |
|           |                                                     |
| Архозавры | \| \| Крокодилы \| \| \| \| \| \| Птицы \| \| \| \| |
|           | \| \| Крокодилы \| \| \| \| \| \| Птицы \| \| \| \| |
|           | Крокодилы                                           |
|           |                                                     |
|           | Птицы                                               |
|           |                                                     |

|  | Крокодилы |
|  |           |
|  | Птицы     |
|  |           |

|  | Клювоголовые |
|  |              |
|  | Чешуйчатые   |
|  |              |

|           | Черепахи                                            |
|           |                                                     |
| Архозавры | \| \| Крокодилы \| \| \| \| \| \| Птицы \| \| \| \| |
|           | \| \| Крокодилы \| \| \| \| \| \| Птицы \| \| \| \| |
|           | Крокодилы                                           |
|           |                                                     |
|           | Птицы                                               |
|           |                                                     |

|  | Крокодилы |
|  |           |
|  | Птицы     |
|  |           |

|  | Клювоголовые |
|  |              |
|  | Чешуйчатые   |
|  |              |

| Звери | \| \| Сумчатые \| \| \| \| \| \| Плацентарные \| \| \| \| |
|       | \| \| Сумчатые \| \| \| \| \| \| Плацентарные \| \| \| \| |
|       | Однопроходные                                             |
|       |                                                           |
|       | Сумчатые                                                  |
|       |                                                           |
|       | Плацентарные                                              |
|       |                                                           |

|  | Сумчатые     |
|  |              |
|  | Плацентарные |
|  |              |

|           | Черепахи                                            |
|           |                                                     |
| Архозавры | \| \| Крокодилы \| \| \| \| \| \| Птицы \| \| \| \| |
|           | \| \| Крокодилы \| \| \| \| \| \| Птицы \| \| \| \| |
|           | Крокодилы                                           |
|           |                                                     |
|           | Птицы                                               |
|           |                                                     |

|  | Крокодилы |
|  |           |
|  | Птицы     |
|  |           |

|  | Клювоголовые |
|  |              |
|  | Чешуйчатые   |
|  |              |

|           | Черепахи                                            |
|           |                                                     |
| Архозавры | \| \| Крокодилы \| \| \| \| \| \| Птицы \| \| \| \| |
|           | \| \| Крокодилы \| \| \| \| \| \| Птицы \| \| \| \| |
|           | Крокодилы                                           |
|           |                                                     |
|           | Птицы                                               |
|           |                                                     |

|  | Крокодилы |
|  |           |
|  | Птицы     |
|  |           |

|  | Клювоголовые |
|  |              |
|  | Чешуйчатые   |
|  |              |

Все ныне живущие завропсиды относятся к кладе диапсид (Diapsida), которая традиционно рассматривается как подкласс, а именно к кроновой группе заврий (Sauria; = Reptilia sensu stricto). Долгое время на основе ряда морфологических особенностей черепахи выделялись в особый подкласс анапсид (Anapsida). Помимо черепах, к анапсидам также причисляли их предполагаемых вымерших родственников, большую часть которых теперь относят к кладе или подклассу парарептилий (Parareptilia). Многочисленные молекулярно-генетические исследования, проведённые в XXI веке, обосновали отнесение черепах к диапсидам в составе группы архелозавров (Archelosauria), включающей также архозавров (Archosauria; крокодилов и птиц).

### Комментарии
1. ↑  Ящерицы являются парафилетической группой по отношению к змеям и двуходкам и поэтому в кладистике не рассматриваются как формальный таксон[14].
2. 1 2  По определению, принимаемому ФилоКодом, таксон Reptilia соответствует наименьшей кладе, объединяющей всех современных традиционных пресмыкающихся, то есть является кроновой группой. В таком случае, существует ряд вымерших не относящихся к рептилиям стволовых завропсид[17][18].

### На русском языке
- Кэрролл Р. Палеонтология и эволюция позвоночных: В 3 т. Т. 1. — М.: Мир, 1992. — 280 с. — ISBN 5-03-001819-0.
- Кэрролл Р. Палеонтология и эволюция позвоночных: В 3 т. Т. 2. — М.: Мир, 1993. — 283 с. — ISBN 5-03-001821-2.
- Медников Б. М. Биология: формы и уровни жизни. — М.: Просвещение, 1994. — 415 с. — ISBN 5-09-004384-1.
- Наумов С. П. Зоология позвоночных. — М.: Просвещение, 1982. — 464 с.

### На английском языке
- Pough F. H., Janis C. M.[англ.], Heiser J. B. Vertebrate Life (англ.). — 9th ed. — Pearson[англ.], 2013. — 634 p. — ISBN 0-321-77336-5. — ISBN 978-0-321-77336-4.
- Benton M. J.[англ.]. Vertebrate palaeontology[англ.] (англ.). — 4th ed. — Wiley-Blackwell, 2015. — 480 p. — ISBN 978-1-118-40755-4. — ISBN 978-1-118-40684-7.
- Vitt L. J., Caldwell J. P. Herpetology: An Introductory Biology of Amphibians and Reptiles (англ.). — 3rd ed. — Academic Press, 2009. — 697 p. — ISBN 978-0-12-374346-6.
- Phylonyms: A Companion to the PhyloCode (англ.) / de Queiroz K.[англ.], Cantino P. D., Gauthier J. A., eds. — Boca Raton: Taylor & Francis Group, CRC Press, 2020. — 1352 p. — ISBN 978-1-138-33293-5.